# 이영미 (드라마 작가)
이영미는 대한민국의 텔레비전 드라마 작가이다. 

## 드라마
- 2020년 tvN 수목 미니시리즈 《머니게임》 ... 집필
- 2025년 TVING 오리지널 시리즈 & tvN 월화 미니시리즈 《원경》